# هنري بور
هنري بور هو مقدم برامج إذاعية ومغني كندي، ولد في 15 يناير 1882 في سانت استيفان، نيو برونزويك ‏ في كندا، وتوفي في 6 أبريل 1941 في شيكاغو في الولايات المتحدة بسبب سرطان المريء.

## وصلات خارجية
- هنري بور على موقع ميوزك برينز (الإنجليزية)
- هنري بور على موقع ميوزك برينز (الإنجليزية)
- هنري بور على موقع أول ميوزيك (الإنجليزية)
- هنري بور على موقع ديسكوغز (الإنجليزية)
- هنري بور على موقع ديسكوغز (الإنجليزية)